# Losdolobus ybypora
Losdolobus ybypora is een spinnensoort in de taxonomische indeling van de Orsolobidae.
Het dier behoort tot het geslacht Losdolobus. De wetenschappelijke naam van de soort werd voor het eerst geldig gepubliceerd in 2004 door Antonio D. Brescovit, Ott & S. Q. Lise.